# Präsidentschafts- und Parlamentswahl in Liberia 1997
Die Präsidentschafts- und Parlamentswahl in Liberia 1997 fand am 19. Juli statt. Bei ihr wurden der Präsident der Republik und die Mitglieder des Parlaments (64 Mandate im Repräsentantenhaus und 26 Mandate im Senat) gewählt.
Die Wahlbeteiligung lag bei etwa 89 Prozent.
Die Wahlen waren Teil der Friedensvereinbarung von 1996, durch die der Erste Liberianische Bürgerkrieg beendet wurde. Der ehemalige Anführer der Rebellengruppe National Patriotic Front of Liberia, Charles Taylor, der als Kandidat seiner Partei National Patriotic Party (NPP) antrat, gewann die Wahlen mit 75,3 Prozent der Stimmen. Auf Grundlage der Verhältniswahl gewann die NPP so drei Viertel der Sitze des Repräsentantenhauses.
Am 2. August 1997 wurde Taylor als Präsident Liberias vereidigt.

## Hintergrund
Im Jahr 1984 war ein neuer Entwurf der liberianischen Verfassung in einem Referendum angenommen worden. Diese Änderung sah eine aus 58 Zivilisten und Militärs bestehende interimsweise Nationalversammlung mit dem damaligen Präsidenten Samuel Doe als Kopf vor.
Das Verbot von politischen Parteien wurde aufgehoben und 1985 fanden Wahlen statt. Am 29. Oktober wurde bekannt gegeben, dass die NDPL den Präsidenten sowie die meisten Mitglieder von Senat und Repräsentantenhaus stellen werde. Samuel Doe wurde am 6. Januar als Präsident vereidigt und am 15. Januar wurde ein ziviles Kabinett gebildet.
Im Nachgang der Wahlen kam es zu Vorwürfen wegen Wahlbetrugs und anderen Unregelmäßigkeiten. Darüber hinaus nahmen Menschenrechtsverletzungen, Korruption und ethnische Spannungen deutlich zu. Diese gipfelten 1989 schließlich im Ersten Liberianischen Bürgerkrieg, in dessen Verlauf Samuel Doe 1990 entmachtet und ermordet wurde.
Im Verlauf des Bürgerkrieges starben über 200.000 Menschen. Dazu wurde ein Drittel der Bevölkerung durch den Krieg vertrieben. Die Westafrikanische Wirtschaftsgemeinschaft (ECOWAS) bemühte sich um Friedensverhandlungen, die von einem Komitee der Organisation überwacht wurden. Der Krieg wurde durch den Kopf der National Patriotic Front of Liberia, Charles Taylor, angeführt. Es kam zu mehreren Friedensvereinbarungen, darunter der „Cotonou Accord“ am 25. Juli 1993, und die Vereinbarung „Akosombo Agreement“ am 12. August 1994. Eine der letzten Friedensvereinbarungen war das Abkommen von Abuja, das am 19. August 1995 in Nigeria unterzeichnet wurde. Charles Taylor stimmte zu, die NPFL aufzulösen und eine zivile Partei zu gründen. Aus dieser Partei entwickelte sich anschließend die National Patriotic Party.
Am 14. Februar 1997 wurden Wahlen für den 30. Mai 1997 angekündigt, der Termin wurde allerdings später auf den 19. Juli 1997 verschoben.

## Wahlsystem
Die Gesetzgebung Liberias ist der Gesetzgebung der Vereinigten Staaten nachempfunden. Es besteht ein Zweikammersystem mit Senat und Repräsentantenhaus. Liberia ist administrativ in 13 Counties gegliedert, die entsprechend ihrer Bevölkerung Sitze im Parlament erhalten (mindestens jedoch zwei). Insgesamt besteht das Repräsentantenhaus aus 64 Mitgliedern, darunter ein Sprecher. Jedes Mitglied vertritt einen Wahlbezirk und wird per Volksabstimmung für sechs Jahre gewählt.
Der Senat hat 26 Mitglieder (zwei pro County), die für neun Jahre gewählt werden (seit 2011 gibt es 15 Counties). Senatoren werden, ebenso wie die Mitglieder des Repräsentantenhauses, per Mehrheitsabstimmung gewählt. Der Vizepräsident Liberias stellt das Oberhaupt des Senats dar und handelt in der Abwesenheit des Präsidenten als Präsident.
Alle Liberianer, die mindestens 18 Jahre alt und im Wählerverzeichnis registriert waren, besaßen das Wahlrecht. Personen ohne liberianische Staatsangehörigkeit, verurteilte Verbrecher und psychisch kranke Personen waren von den Wahlen generell ausgeschlossen.
Als Kandidaten für eine politische Partei für das Repräsentantenhaus durften nur Liberianer antreten, die mindestens 25 Jahre alt waren, wenn sie zuvor mindestens ein Jahr in Liberia wohnhaft waren und Steuern zahlten. Kandidaten für den Senat mussten mindestens 30 Jahre alt sein, Steuern zahlen und seit mindestens einem Jahr durchgängig in Liberia wohnen.

## Ablauf der Wahl
Für die Wahlkommission erwies es sich als Herausforderung, die Öffentlichkeit über die Wahlen und das Wahlgeheimnis aufzuklären. Hierbei lag die größte Hürde in der hohen Analphabetenrate von 70 bis 90 Prozent der Bevölkerung. Durch die historische Dominanz der True Whig Party existierte außerdem keine pluralistische politische Kultur.
Die Friedensvereinbarung sah unverzügliche Wahlen vor, deren Umsetzung sich aufgrund der durch den Bürgerkrieg beschädigten und zerstörten Infrastrukturen als schwierig erwies. Die Wahl wurde von Soldaten der Beobachtermission der Vereinten Nationen in Liberia (UNOMIL) und der westafrikanischen Wirtschaftsgemeinschaft (ECOWAS) beaufsichtigt.

## Wahlergebnisse
Die Ergebnisse der Wahl wurden im August verkündet. Die National Patriotic Party wurde mit einer deutlichen Mehrheit ins Repräsentantenhaus und in den Senat gewählt. Charles Taylor gewann die Präsidentschaftswahlen mit einem Erdrutschsieg von 75 Prozent der Stimmen. Ellen Johnson Sirleaf, Taylors stärkste Konkurrentin, lag mit 10 Prozent der Stimmen deutlich hinter ihm. Taylor wurde am 6. August als Präsident Liberias vereidigt und die Zusammenstellung des Kabinetts wurde in den folgenden Wochen verkündet.
| Präsidentschaftskandidat                | Partei                                  | Stimmen | Stimmen in % | Sitze im Repräsentantenhaus | Sitze im Senat |
| --------------------------------------- | --------------------------------------- | ------- | ------------ | --------------------------- | -------------- |
| Charles Taylor                          | National Patriotic Party                | 468.443 | 75,33        | 49                          | 21             |
| Ellen Johnson Sirleaf                   | Unity Party                             | 59.557  | 9,58         | 7                           | 3              |
| G. V. Kromah                            | All Liberia Coalition Party             | 25.059  | 4,03         | 3                           | 2              |
| Cletus Wotorson                         | Alliance of Political Parties           | 15.969  | 2,57         | 2                           | 0              |
| Gabriel Baccus Matthews                 | United People’s Party                   | 15.604  | 2,51         | 2                           | 0              |
| Togba-Nah Tipoteh                       | Liberian People’s Party                 | 10.010  | 1,61         | 1                           | 0              |
| George Boley                            | National Democratic Party of Liberia    | 7.843   | 1,26         | 0                           | 0              |
| Henry Fumba Moniba                      | Liberia National Union                  | 6.708   | 1,08         | 0                           | 0              |
| George T. Washington                    | People’s Democratic Party of Liberia    | 3.497   | 0,56         | 0                           | 0              |
| Martin Sheriff                          | National Reformation Party              | 2.965   | 0,48         | 0                           | 0              |
| Chea Cheapoo                            | Progressive People’s Party              | 2.142   | 0,34         | 0                           | 0              |
| Henry Fahnbulleh                        | Reformation Alliance Party              | 2.067   | 0,33         | 0                           | 0              |
| Fayah Gbollie                           | Free Democratic Party                   | 2.016   | 0,32         | 0                           | 0              |
| Gesamt                                  | Gesamt                                  | 621.880 | 100,00       | 64                          | 26             |
| Registrierte Wähler und Wahlbeteiligung | Registrierte Wähler und Wahlbeteiligung | 751.430 | 82,76        |                             |                |
| Quelle: African Elections Database      |                                         |         |              |                             |                |